# Hendry Thomas
Hendry Thomas (La Ceiba, Atlántida, 23 de febrero de 1985) es un exfutbolista hondureño. Jugaba de volante defensivo.

## Trayectoria
Hendry Thomas es un volante de contención que jugó para el Wigan Athletic de la Liga Premier de Inglaterra convirtiéndose en el tercer hondureño que jugara en Inglaterra la temporada 2009-2010. Hendry Thomas debutó a los 16 años con el Club Deportivo Olimpia contra el Real Comayagua, el partido finalizó en empate (2 - 2).
El 30 de abril del 2008, el diario inglés, Wigan Observer, publicó en su edición electrónica el interés del Wigan Athletic de fichar al 'as hondureño Hendry Thomas'.
El 2 de mayo del 2009, Hendry Thomas fue presentado en el JJB Stadium por parte del Wigan Athletic, completándose así la transacción con el Club Deportivo Olimpia por una cantidad de 1.8 millones de euros.
En 2012 llegó a Major League Soccer Colorado Rapids, proveniente de la Premier League. Su traspaso costó 1 millón de dólares, tras una disputa ante otro equipo que buscaba hacerse de sus servicios, el Club América de México. Luego pasó a FC Dallas, pagando el equipo tejano únicamente 550 mil dólares.
En 2015 llegó al Fort Lauderdale Strikers de la NASL con carta de agente libre.

## Selección nacional
Hendry Thomas ha tenido la oportunidad de ser parte de las distintas selecciones de Honduras. En el año 2004, Thomas Suazo fue parte de la selección de fútbol de Honduras sub-23 que participó en el preolímpico de Guadalajara, México donde Honduras llegó a instancias semifinales.
En el año 2005, Hendry Thomas fue parte fundamental para que Honduras lograra la clasificación al mundial de Países Bajos categoría sub-20. Pero éste no tuvo la oportunidad de integrar el equipo que participó en dicho mundial juvenil. 
Durante el preolímpico del 2008 celebrado en Estados Unidos, Thomas Suazo regresó a los preolímpicos con la selección de fútbol de Honduras esta vez como capitán del equipo. En esa oportunidad, Hendry y todo el equipo catracho, clasificaron a los juegos olímpicos de Pekín luego de derrotar a Guatemala por la vía de los penaltis. Posteriormente, se adjudicaron el título del torneo al derrotar a los Estados Unidos 1-0.

### Participaciones en Copas del Mundo
| Mundial                        | Sede      | Resultado      |
| ------------------------------ | --------- | -------------- |
| Copa Mundial de Fútbol de 2010 | Sudáfrica | Fase de grupos |

## Clubes
| Club                     | País           | Año       |
| ------------------------ | -------------- | --------- |
| C. D. Olimpia            | Honduras       | 2001-2009 |
| Wigan Athletic F. C.     | Inglaterra     | 2009-2012 |
| Colorado Rapids          | Estados Unidos | 2012-2014 |
| F. C. Dallas             | Estados Unidos | 2014      |
| Fort Lauderdale Strikers | Estados Unidos | 2015      |
| C. D. Olimpia            | Honduras       | 2018-2019 |

## Palmarés

### Campeonatos nacionales
| Título        | Club                   | País     | Año                                                           |
| ------------- | ---------------------- | -------- | ------------------------------------------------------------- |
| Liga Nacional | Club Deportivo Olimpia | Honduras | 2002-2003 Cl.2003-2004 Ap.2005-2006 Cl.2005-2006 Ap.2006-2007 |

| Título                     | Club                  | País     | Año  |
| -------------------------- | --------------------- | -------- | ---- |
| Preolímpico de la Concacaf | Selección de Honduras | Honduras | 2008 |

- Datos: Q349142